# Henry Krtschil
Henry Krtschil (Dresden, 3 oktober 1932 - Berlijn 7 juli 2020) was een Duitse componist, dirigent en pianist. Hij werkte rond 25 jaar als filmcomponist voor de Deutscher Fernsehfunk (DFF) in de voormalige Duitse Democratische Republiek (DDR) en meer dan 30 jaar voor de Oost-Duitse zangeres en kunstenares Gisela May.

## Levensloop
Krtschil studeerde van 1951 tot 1956 aan de Hochschule für Musik „Hanns Eisler“ in Berlijn. Vervolgens was hij werkzaam als correpetitor aan de Statelijke balletschool Berlijn. Van 1957 tot 1970 was hij als correpetitor en tweede dirigent verbonden aan het Berliner Ensemble. In deze periode begint ook zijn meer dan 30 jaar durende samenwerking met de zangeres en kunstenares Gisela May als pianobegeleider. Vanaf 1970 werkte hij als dirigent en componist aan de Volksbühne Berlin aan de Rosa-Luxemburg-Plaats. In deze periode ontstond onder anderen de muziek voor het drieluik Der Bauch van Kurt Bartsch, die met de Oost-Duitse kritiekprijs bekroond werd, en de muziek voor Die Schlacht (De slag) van Heiner Müller. 
Van 1977 tot 1991 was hij bezig als freelance componist en werkte vanaf 1991 aan het Theater im Palais als componist en pianist. In 1999 stopte hij met het werk voor het toneel. Als componist schreef hij veel filmmuziek voor de televisie van de DDR. Voor diverse televisieseries (Polizeiruf 110, Geschichten übern Gartenzaun) en vooral kinderfilms schreef hij de muziek. Verder schreef hij muziek op teksten van Erich Kästner, Bertolt Brecht en Kurt Tucholsky. De componist leeft in de Berlijnse wijk Friedrichshain.
In 1977 werd hij onderscheiden met de kunstprijs van de DDR.

## Composities

### Werken voor orkest
- Concertino in Es majeur, voor trompet en strijkorkest

### Werken voor harmonieorkest
- 1988 Ça ira - Marche Revolutionaire
- Aschenbuttel, suite
- Capriccio
- Scharnhorst, portret voor harmonieorkest

### Muziektheater

#### Toneelmuziek
- 1971 Die schreckliche Pulver-Explosion zu Harburg
- 1976 Der Strick - tekst: Kurt Bartsch
- 1977 Der Bauch - tekst: Kurt Bartsch
- 1977 Die Goldgräber - tekst: Kurt Bartsch
- 1990 Der Komet, klucht - tekst: Klaus Fisch, August Wilhelm Iffland
- Anna Katarina oder die nacht am Moorbusch – Eine sächsische Schauerballade nebst 13 sanften Liedern und einem tiefgründigen Gespräch[4] - tekst: Rainer Kirsch
- Ballade vom aufsässigen Eisenbahner - tekst: Armin Stolper[5]
- Das schöne grüne Vögelchen
- Das Testament des Hundes
- Die Schlacht (De slag) - tekst: Heiner Müller
- Herbstgewitter, muzikaal blijspel[6]

### Vocale muziek

#### Liederen
- 1974 Hoppla wir leben
- 1974 Wir rufen euch in allen Ländern, voor middenstem en piano - tekst: Chris Hornbogen
- 1986 Neues Heimatlied, voor zangstem en piano - tekst: Helmut Baierl
- 1987 Ein stilles Lied, voor zangstem en piano - tekst: Chris Hornbogen
- Augen in der Groß-Stadt, voor zangstem en orkest - tekst: Kurt Tucholsky
- Ballade von den Dreien, voor zangstem en orkest
- Ballade von der Beschallung, voor zangstem en orkest
- Das Lied von Gleichgültigkeit, voor zangstem en orkest - tekst: Kurt Tucholsky
- Der lange Brief, voor zangstem en piano - tekst: Heinrich Heine
- Die jüdische Frau - Sonett Nr. 19, voor zangstem en instrumentaal ensemble - tekst: Bertolt Brecht
- Ein männlicher Briefmark, voor zangstem en piano - tekst: Joachim Ringelnatz
- Ein Weib, voor zangstem en instrumentaal ensemble - tekst: Heinrich Heine
- Eine Mutter zieht Bilanz, voor zangstem en piano
- Hoch über der Stadt, voor zangstem en orkest
- Höhere Töchter im Gespräch, voor zangstem en piano
- Lied der Marketenderin, voor zangstem en instrumentaal ensemble - tekst: Heinrich Heine
- Lyrisches Intermezzo, voor zangstem en instrumentaal ensemble - tekst: Heinrich Heine
- Mutterns Hände, voor zangstem en piano - tekst: Kurt Tucholsky
- Sachliche Romanze, voor zangstem en piano - tekst: Erich Kästner
- Wenn eena dot is, voor zangstem en piano - tekst: Kurt Tucholsky
- Wenn eena jeborn wird, voor zangstem en orkest - tekst: Kurt Tucholsky
- Zwei Briefe an Mathilde Wurm, voor zangstem en instrumentaal ensemble - tekst: Rosa Luxemburg

### Werken voor de radio
- Der Teufel mit den drei goldenen Haaren, hoorspel[7]

### Filmmuziek
- 1965: Schule der Frauen
- 1971-1972 Der Adjutant[8]
- 1972: Der Mann seiner Frau
- 1975. Frau Jenny Treibel
- 1977: Der Stein des Glücks
- 1978: Polizeiruf 110: Doppeltes Spiel
- 1978: Rentner haben niemals Zeit (televisieserie)[9]
- 1980: Abenteuer mit den Abrafaxen
- 1982: Der Hase und der Igel
- 1982: Geschichten übern Gartenzaun (televisieserie)
- 1982: Der Staatsanwalt hat das Wort: Die Wette
- 1983: Chef der Gelehrsamkeit - Wilhelm von Humboldt
- 1983: Der Staatsanwalt hat das Wort: Das Bleiglasfenster
- 1985: Der verzauberte Weihnachtsmann
- 1985: Neues übern Gartenzaun[9]
- 1987: Bebel und Bismarck
- 1987: Die letzte Kundin[10]
- 1987: Der Hauptmann von Köpenick
- 1987: Polizeiruf 110: Die letzte Kundin
- 1989: Die Irrfahrten des Weihnachtsmannes
- 2008: Ein Dschihad für die Liebe